# Bizarre Creations
Bizarre Creations è stata una software house inglese, fondata nel 1994 a Liverpool, nota per la realizzazione di videogiochi quali Formula 1, The Club, e la serie Project Gotham Racing.

## Storia
L'azienda fu fondata nel 1987 da Martyn Chudley con il nome di Raising Hell Software e solo nel 1994 cambiò il nome in Bizarre Creations.
Nel 1996 firmò un contratto con Sony e Psygnosis per lo sviluppo di un gioco di corse basato sulla licenza di Formula 1, e in soli 14 mesi realizzò Formula 1, che si rivelò un successo, conquistando la vetta di vendite in Europa e la seconda posizione a livello mondiale, superato solo da Final Fantasy VII.
Impegnata nello sviluppo di videogiochi di guida quali la serie Project Gotham Racing, nel febbraio 2008 Bizarre Creations cambiò genere, distribuendo The Club, sparatutto in terza persona.
Il 26 settembre 2007 la software house fu acquistata da Activision, la quale annunciò che Project Gotham Racing 4 sarebbe stato l'ultimo gioco della serie.
Il 17 novembre 2010 Activision annuncia la cessazione delle attività di Bizarre Creations, avvenuta il 18 febbraio 2011.

## Giochi
- The Killing Game Show/Fatal Rewind (1990)
- Wiz 'n' Liz: The Frantic Wabbit Wescue (1993)
- Formula 1 (1996)
- Formula 1 97 / Formula 1: Championship Edition (1997)
- Fur Fighters (2000)
- Metropolis Street Racer (2001)
- Fur Fighters: Viggo's Revenge (2001)
- Project Gotham Racing (2001)
- Treasure Planet (2002)
- Project Gotham Racing 2 (2003)
- Project Gotham Racing 3 (2005)
- Geometry Wars: Retro Evolved (2007)
- Boom Boom Rocket (2007)
- Geometry Wars: Galaxies (2007)
- Project Gotham Racing 4 (2007)
- Geometry Wars: Retro Evolved 2 (2008)
- The Club (2008)
- Blur (2010)
- James Bond 007: Blood Stone (2010)